# Molodaya gvardiya (editorial)
Molodaya gvárdiya (en ruso: Молодая гвардия, lit. 'Guardia Joven') es una editorial rusa de capital abierto, una de las editoriales más antiguas de Rusia, fundada en 1922 durante la era soviética. Desde 1938 hasta 1992, fue responsable de la publicación de la revista Vokrug sveta (en ruso: Вокруг света, lit. 'La vuelta al mundo').

## Historia

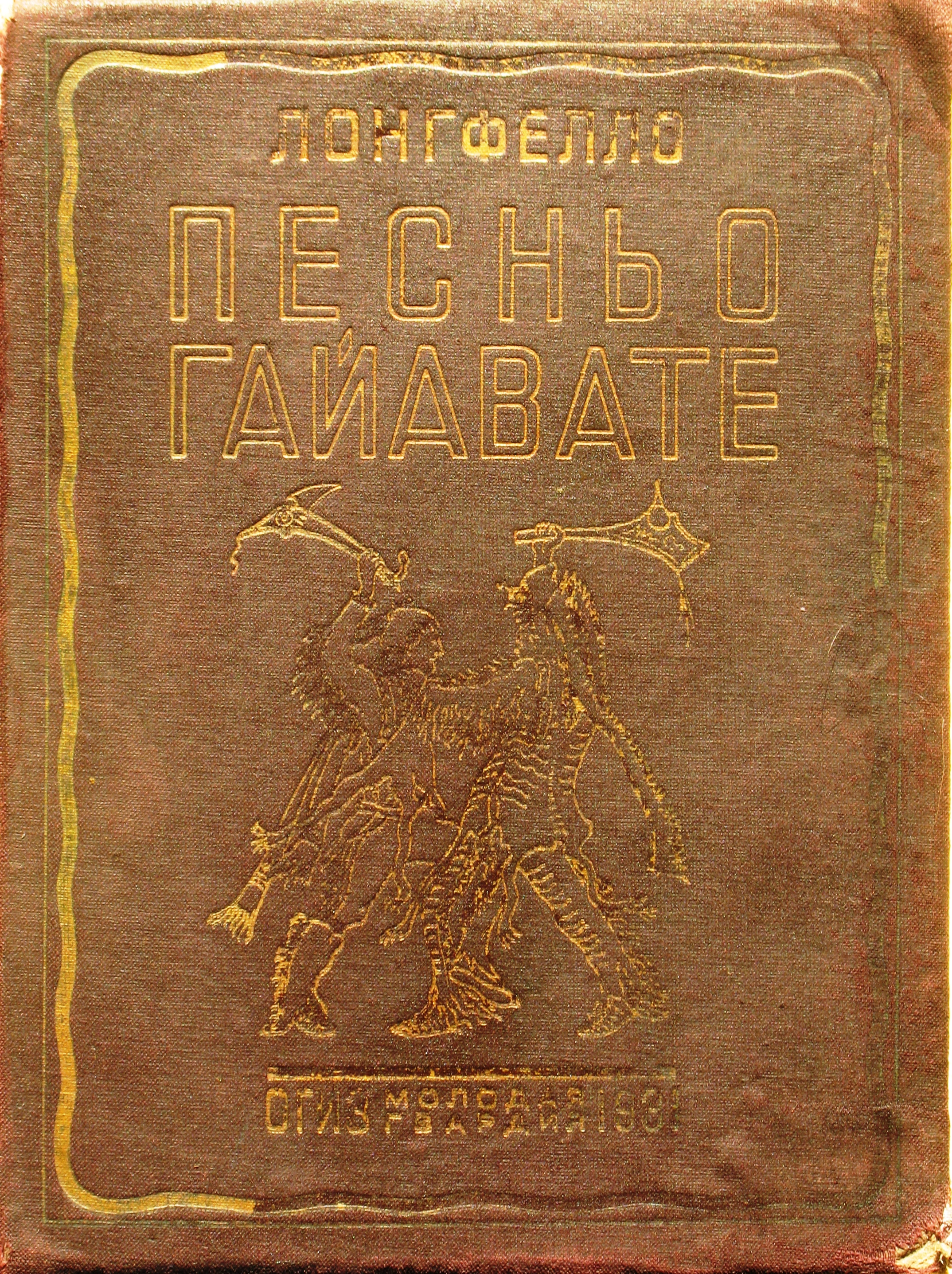
Edición rusa de La canción de Hiawatha publicada por Molodaya gvárdiya, 1931.

El 10 de octubre de 1922, por iniciativa del Comité Central del Komsomol, se funda en Moscú la asociación editorial y de imprenta Molodaya Gvárdiya. En el primer año de funcionamiento de la editorial, se editaron 71 libros con una tirada de 584.000 ejemplares.
En la década de 1930, la editorial comenzó a producir no solo libros, sino también periódicos y revistas.

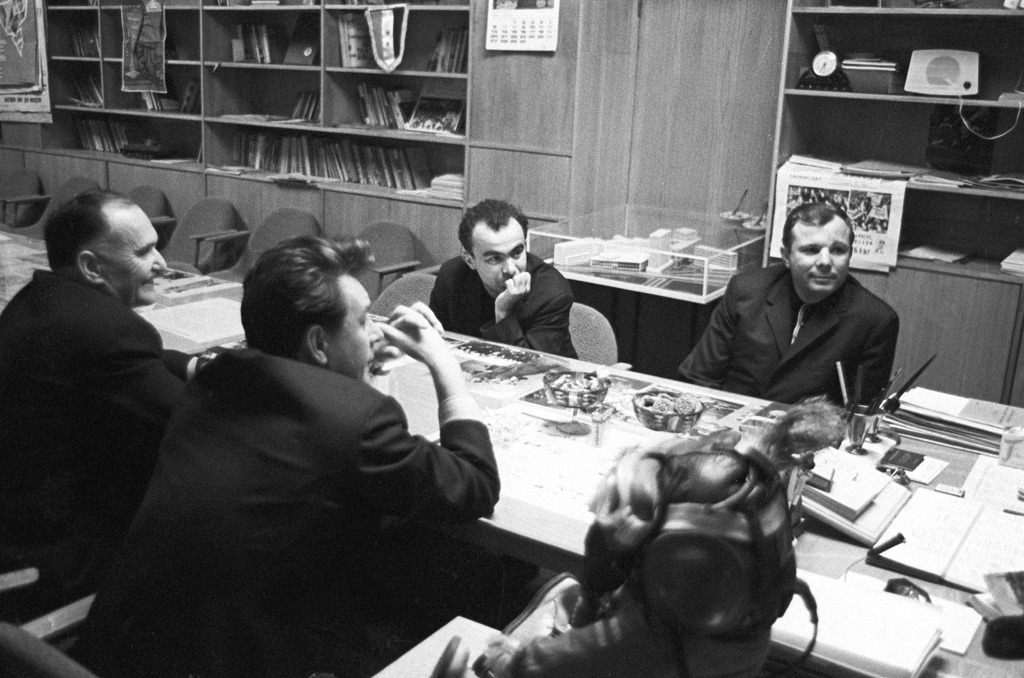
Yuri Gagarin en la editorial Molodaya Gvárdiya el día que firmó para la impresión de su libro Psicología y espacio. Foto de RIA Novosti, 1968.

En 1968, el piloto y cosmonauta soviético Yuri Gagarin firmó para la impresión de su libro Psicología y espacio, escrito en colaboración con Vladímir Lébedev, que ha sido reimpreso y traducido a numerosos idiomas. También escribió el prefacio de la biografía de Konstantín Tsiolkovski en la serie ZhZL, en 1962.
En la década de 1990, la circulación de libros se redujo drásticamente y se suspendieron muchas series.
En la década de 2000, se inició un proceso gradual de reactivación de las actividades de la editorial.
En 2009, se lanzó ZhZL: Small Series, que se diferencia de la serie clásica ZhZL solo en el volumen del material.

## Serie de libros
- La vida de personas notables (ZhZL) (en ruso: Жизнь замечательных людей» (ЖЗЛ), romanizado: Zhizn zamechátelnyj liudey)
- Las vidas de personas notables: la biografía continúa (en ruso: Жизнь замечательных людей: Биография продолжается..., romanizado: Zhizn zamechátelnyj liudey: Biográfiya prodolzháyetsya...)
- La vida de personas notables: serie pequeña (en ruso: Жизнь замечательных людей. Малая серия, romanizado: Zhizn zamechátelnyj liudey. Malaya seriya)
- Historia viva: la vida cotidiana de la humanidad (en ruso: Живая история: Повседневная жизнь человечества, romanizado: Zhivaya istóriya: Povsednévnaya zhizn chelovéchestva)
- Estás en el camino, romántico (en ruso: Тебе в дорогу, романтик, romanizado: Tebé v dorogu, romántik)
- Biblioteca de ficción moderna (en ruso: Библиотека современной фантастики, romanizado: Biblioteka sovreménnoy fantástiki)
- Un pasado cercano (en ruso: Близкое прошлое, romanizado: Blízkoie próshloye)
- Número de caso (en ruso: Дело №…, romanizado: Delo №…)
- Rusia y el mundo (en ruso: Россия и мир, romanizado: Rossiya i mir)
- Prosa del siglo (en ruso: Проза века, romanizado: Proza veka)
- Jirafa dorada (en ruso: Золотой жираф, romanizado: Zolotói zhiraf)
- Flecha (en ruso: Стрела, romanizado: Strelá)
- Solitario literario (en ruso: Литературный пасьянс, romanizado: Literaturny pasyáns)
- Pionero - Significa primero (en ruso: Пионер — значит первый, romanizado: Pioner — znáchit pervy)
- Deporte y personalidad (en ruso: Спорт и личность, romanizado: Sport i líchnost)
- Eureka (en ruso: Эврика, romanizado: Évrika)

## Premios y reconocimientos
- Orden de la Bandera Roja del Trabajo (1969)[2]
- Premio Lenin Komsomol (1978)